# ریکو ریسکی
ریکو ریسکی (فنلاندی: Riku Riski؛ زادهٔ ۱۶ اوت ۱۹۸۹) بازیکن فوتبال اهل فنلاند است.
از باشگاه‌هایی که در آن بازی کرده است می‌توان به باشگاه فوتبال اود، باشگاه فوتبال روزنبورگ، باشگاه فوتبال داندی یونایتد، باشگاه فوتبال گوتبورگ، باشگاه فوتبال تورون پالوسئورا، و باشگاه فوتبال ویدزف ووچ اشاره کرد.
وی همچنین در تیم‌های ملی فوتبال زیر ۲۱ سال فنلاند و فنلاند بازی کرده است.